# Escarpín (calzado)

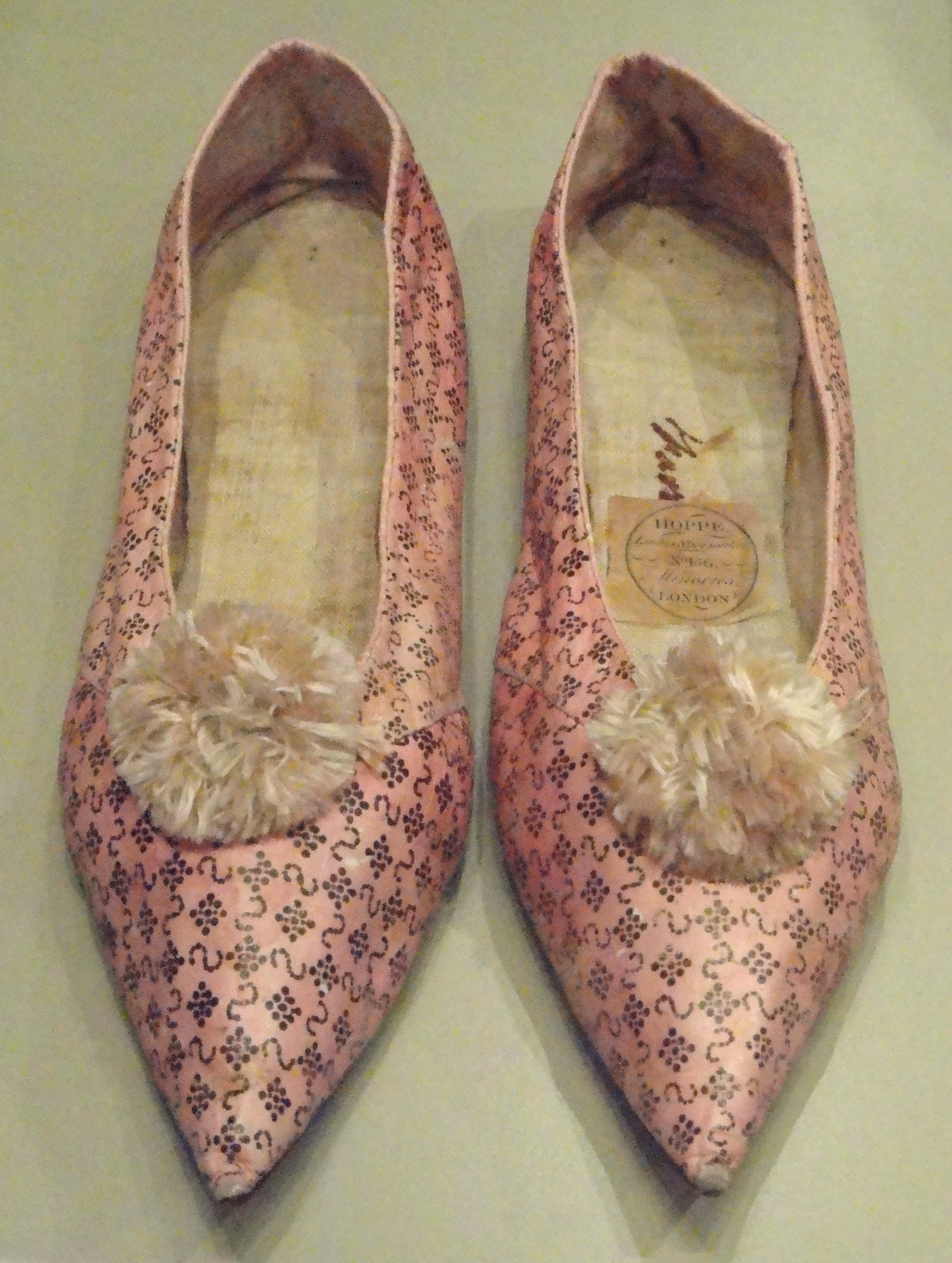
Escarpines ingleses (1790-1805). Galería Patricia Harris del Royal Ontario Museum.

Escarpín es un tipo de calzado ligero, cerrado y fabricado con una sola costura y suela única. Tiene su origen en un zapato usado en el siglo XVI para uso interior bajo las calzas, como un calcetín de abrigo para los pies, o como complemento de los chapines. En un principio solía hacerse de estambre y luego de diversos tejidos y materiales.
La voz procede del diminutivo en el idioma italiano para zapato («scarpa»): «scarpino». Sinónimo de pantufla, chancleta y chinela, en algunos países hispanoamericanos se usa para denominar los patucos infantiles.

## En la indumentaria
Desde el Renacimiento italiano, los escarpines aparecen en las descripciones de la indumentaria de ambos sexos como calzado habitual. Menudean en los textos de Shakespeare y en la pintura de Francisco de Goya, presentando tan amplia tipología que muchas veces lleva a pensar que se trata de un error de denominación o bien que se convirtió en un término genérico en el calzado como ha ocurrido por ejemplo con "botas". 

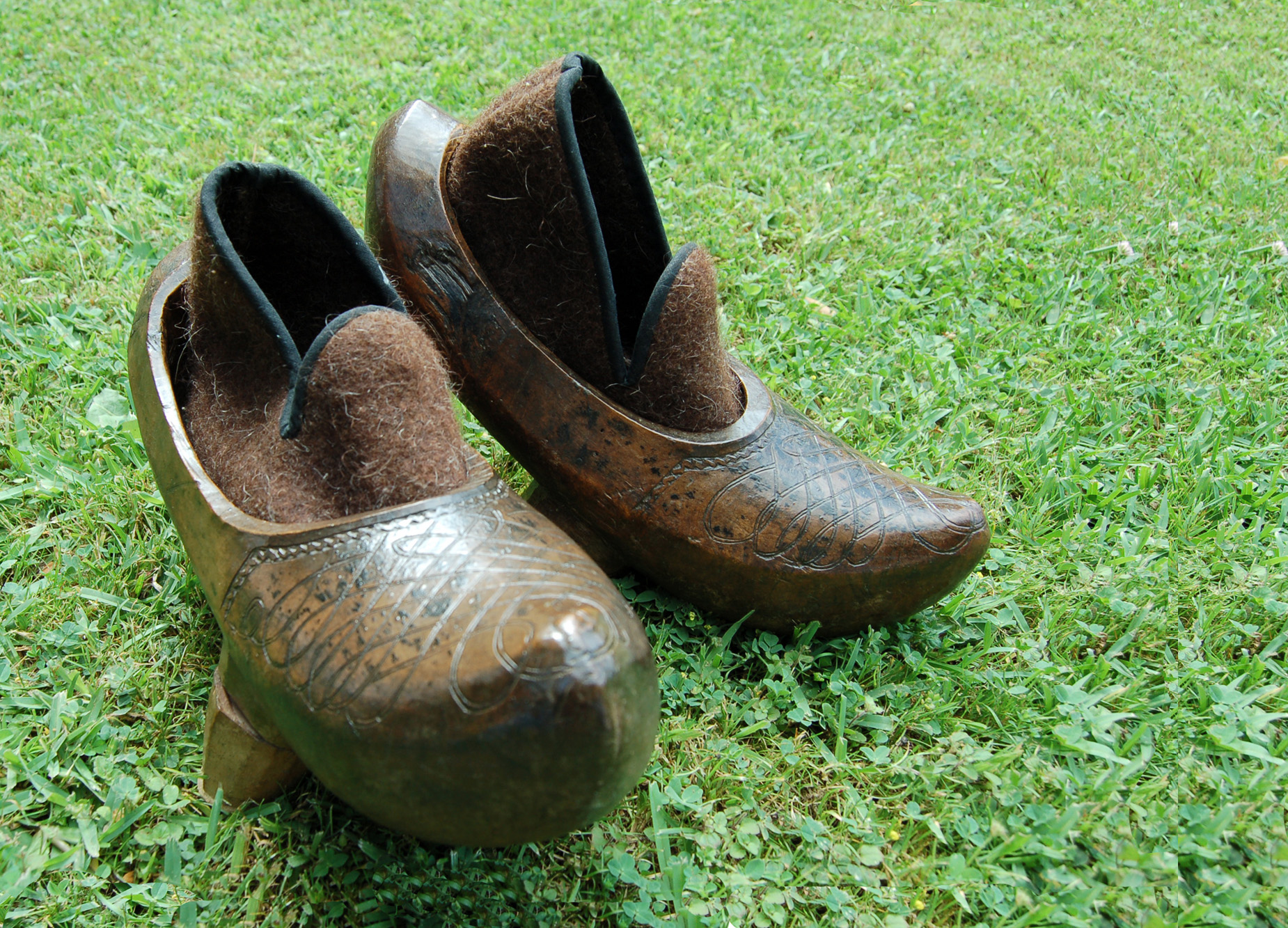
Albarcas cántabras con escarpines.

En Pirineos y otras zonas montañosas del Norte y la Meseta Central española, se continúan utilizando diversos tipos de escarpines, como complemento para los zuecos, las albarca y el calzado de goma.
Situado en un contexto específico sobre indumentaria, en la obra El folclore y la educación, y describiendo la vestimenta en la Argentina del siglo XIX, puede leerse en el apartado dedicado a la línea Imperio en 1810, que en lo relativo al calzado femenino, "los zapatos son de tacón bajo o bien escarpines (especie de 'chatitas') de seda sostenidos con cintas". Los caballeros por su parte, "calzaban escarpines negros con moño o hebilla de adorno".

## En la literatura

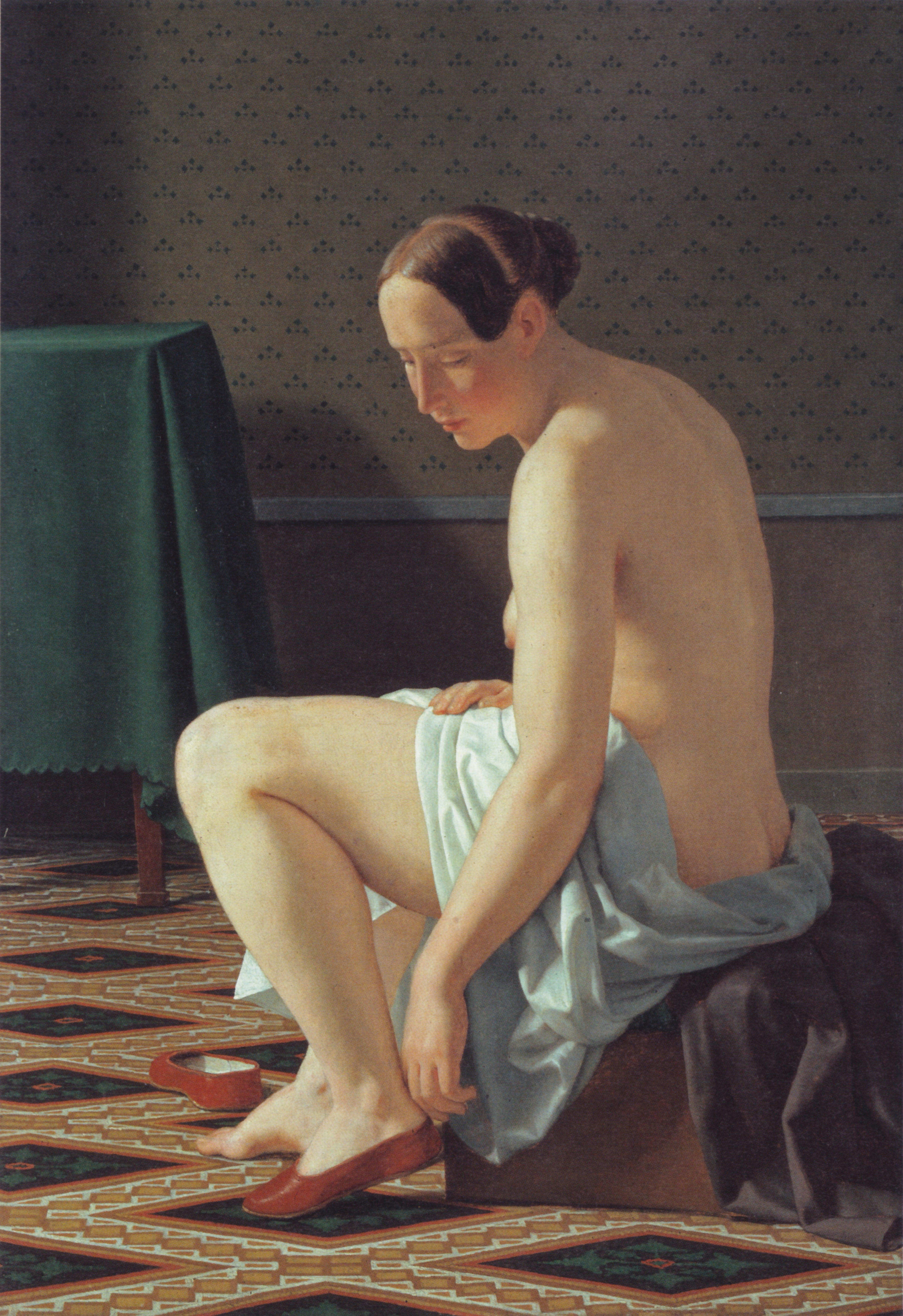
Christoffer Wilhelm Eckersberg (1783–1853), Mujer calzándose unos escarpines («Femme nue mettant ses chaussons»).

Carmen Bernis en su estudio sobre El traje y los tipos sociales en El Quijote, facilita algunas coordenadas para el seguimiento histórico de los escarpines, mencionados ya en el siglo XIV y definidos por Covarrubias en 1611 como «funda de lienço que ponemos sobre el pie, debaxo de la calça, como la camisa debaxo del jubón». Por su parte, Calderón de la Barca explicaba en su comedia Antes que todo es mi dama, que «primero se ponían los escarpines encima de las calcetas y después las medias».
En el capítulo XLIIII de la segunda parte del Quijote, en el romance del "canto de la malferida Altisidora" escuchado desde su alcoba por el hidalgo caballero, figuran estos versos tan descriptivos de Miguel de Cervantes:

" ¡Oh, qué de cofias te diera,
qué de escarpines de plata,

qué de calzas de damasco,

qué de herreruelos de Holanda!".

## Uso deportivo
A partir de la segunda mitad del siglo XX el escarpín más conocido es el fabricado en neopreno como calzado ajustado especial, utilizado en deportes como el buceo, submarinismo, surf, barranquismo, piragüismo, etc. Primitivamente era utilizado para ir entre las rocas para la búsqueda de crustáceos.
Todos estos usos deportivos van unidos al agua, ya sea un río, una piscina o el mar. Por el diseño y la forma del escarpín es complicado el secado completo y esto provoca en ocasiones mal olor , hay varias posibilidades para mejorar el secado completo como son utilizar una botella vacía para que el aire entre hasta el final del escarpín. 